# Mesypochrysa minima
Mesypochrysa minima là một loài côn trùng trong họ Chrysopidae thuộc bộ Neuroptera. Loài này được Makarkin miêu tả năm 1997.